# Бенеш, Сватоплук
Сватоплук Бенеш (чеш. Svatopluk Beneš; 24 февраля 1918, Роуднице-над-Лабем — 27 апреля 2007, Прага) — чешский актёр театра, кино и телевидения. Заслуженный художник Чехословакии (1989).

## Биография

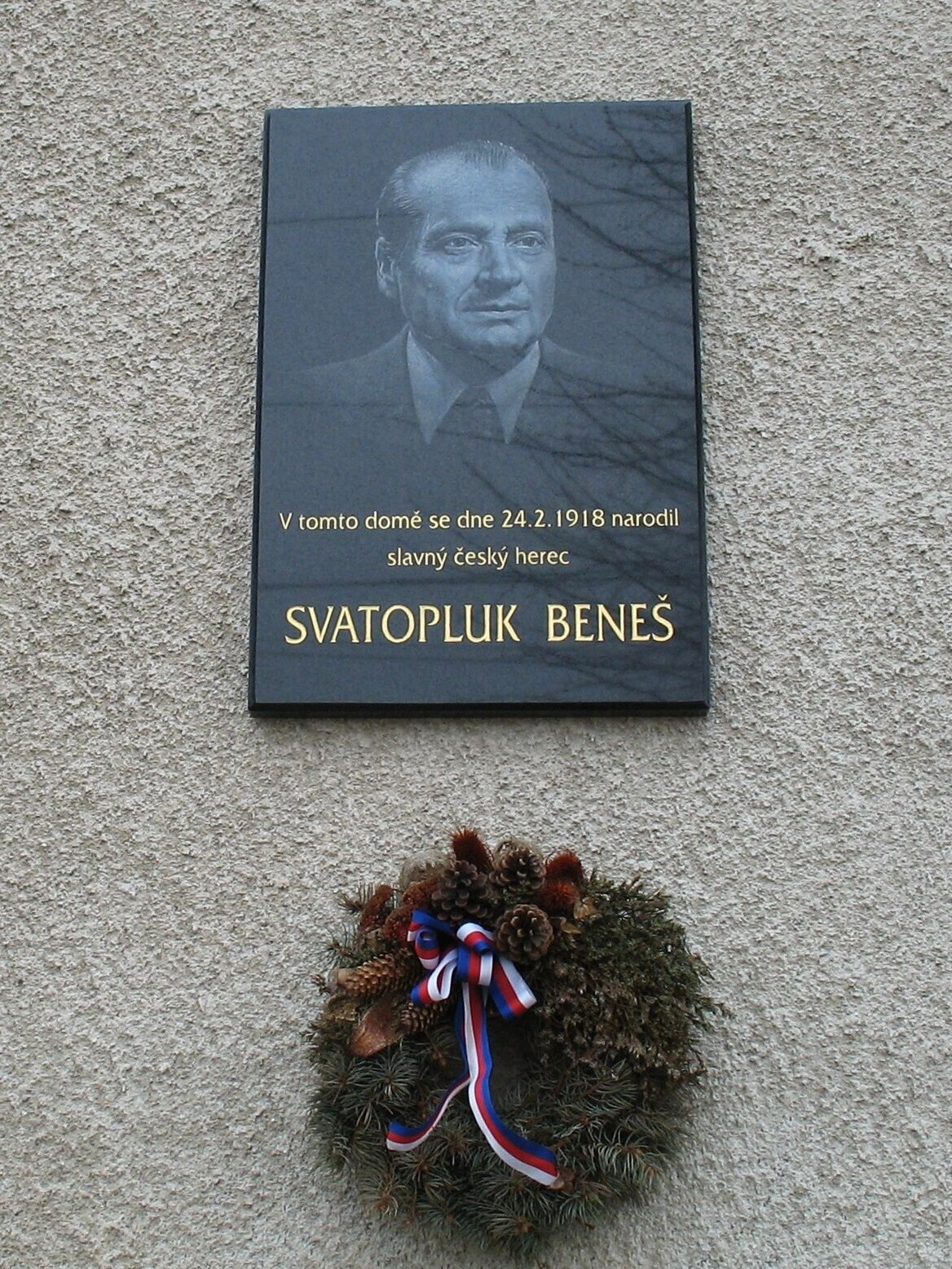
Мемориальная доска на доме где родился С. Бенеш

Родился в семье железнодорожника. После гимназии, поступил в Пражскую консерваторию, но отец, узнав об этом, отказался платить за его обучение. С. Бенеш заработал работая статистом в театре. В 1937 году окончил консерваторию, где учился актёрскому мастерству на драматическом отделении.
В 1934 году, в 16-летнем возрасте, дебютировал в кино.
В 19 лет попал в пражский «Театр в Виноградах» (1935—1950), но большую часть своей жизни проработал в столичном «Муниципальном театре Праги» (1950—1985).
Играл на сцене в пьесах Шекспира, Мольера, Стендаля, Мопассана, Бальзака, Б. Шоу,Ф. Дюрренматта, М. Булгакова, К. Чапека и др.
В 1934—2003 годах снялся в 90 кинофильмах и телевизионных шоу.
В конце жизни страдал от старческого слабоумия, из-за чего вынужден был оставить профессию.
Похоронен на Ольшанском кладбище.

## Избранная фильмография
- 2003 — Желары / Želary — старик
- 1992 — Каченка и призраки / Kačenka a zase ta strašidla — доктор Калигари
- 1981 — Шестой день суббота / Šestý den je sobota
- 1980 — Как надуть адвоката / Jak napálit advokáta
- 1979 — Арабела / Arabela
- 1978 — Проделки мизантропа / Já už budu hodný, dědečku! — Башта
- 1977 — Тихий американец в Праге / Tichý Američan v Praze — полковник Тампир
- 1977 — Завтра встану и ошпарюсь чаем / Zítra vstanu a opařím se čajem — старый нацист
- 1977 — Больница на окраине города / Nemocnice na kraji města (Чехословакия) — Фаст, инженер
- 1976-1977 — Тридцать случаев майора Земана / 30 případů majora Zemana
- 1973 — Дни предательства / Dny zrady — Ньютон
- 1973 — Эликсир дьявола / Die Elixiere des Teufels
- 1969 — Золушка /Popelka
- 1969 — Я убил Эйнштейна, господа / Zabil jsem Einsteina, pánové — агент ООН Джакометти
- 1968 — Марафон / Maratón — немецкий полковник
- 1967 — Фонарь / Lucerna
- 1966 — Барышни придут позже / Slečny přijdou později — Форейт, парикмахер
- 1957 — Швейк на фронте / Poslušně hlásím — поручик Лукаш (дублировал Исаак Лурье)
- 1957 — Дедушка-автомобиль / Dědeček automobil — Жан-Пьер Деместе
- 1956 — Непобеждённые / Neporažení
- 1956 — Бравый солдат Швейк / Dobrý voják Švejk — поручик Лукаш (дублировал Сергей Рябинкин)
- 1953 — Тайна крови / Tajemství krve — доктор Регент
- 1952 — Молодые годы / Mladá léta
- 1944 — Не видели вы Бобика? / Neviděli jste Bobíka?
- 1942 — Гость в доме / Host do domu — Павел Гора, агроном
- 1941 — Ночной мотылёк / Noční motýl — лейтенант Королевской гвардии Рудольф Кала
- 1940 — Майская сказка / Pohádka máje — студент
- 1936 – Верблюд — через игольное ушко / Velbloud uchem jehly – член клуба
- 1934 — Музыка сердца — студент

## Награды
- Заслуженный художник Чехословакии (1989)
- Премия Талия (1997)
- Почётный гражданин Островачице (Брно-пригород)(1998)